# Der Auftrag (1977)
Der Auftrag ist ein ungarischer Dokumentarfilm, der im Jahr 1976 gedreht wurde. Der ab dem 26. Mai 1977 in den ungarischen Kinos aufgeführte Film wurde vom Publikum positiv aufgenommen, jedoch nach drei Wochen vom Verantwortlichen für Kultur György Aczél – wegen der enthaltenen Kritik am Sozialismus – aus dem Programm genommen.

## Handlung

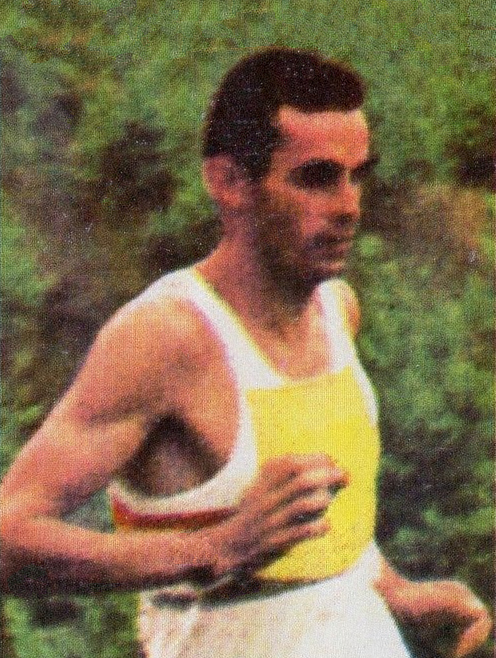
András Balczó

Der Film handelt über die Motivation und Erlebnisse des ungarischen Sportlers András Balczó, der bei den Olympischen Spielen 1972 in München Olympiasieger im Modernen Fünfkampf wurde und danach zahlreiche Angebote aus aller Welt ausschlug, um in Ungarn zu bleiben und den dortigen Sport-Nachwuchs auszubilden.

## Kritiken
„Balczó formuliert seine Kritik am Sport-Establishment so, als rechne er zugleich mit den politischen Funktionären ab. […] Dennoch ist „Sendung“ erst in zweiter Linie ein politischer Film. Balezós Ekel gilt auch dem korrumpierenden Karrieredenken im Westen.“